# Державінськ
Держа́вінськ (каз. Державинск) — місто, центр Жаркаїнського району Акмолинської області Казахстану. Адміністративний центр та єдиний населений пункт Державінської міської адміністрації.
Населення — 7097 осіб (2021; 6309 у 2009, 7869 у 1999, 15185 у 1989).
Місто розташоване на лівому березі річки Ішим (притока Іртиша), за 410 км на південний захід від міста Кокшетау. Залізнична станція на лінії Єсіль — Аркалик. Через місто проходить автошлях європейського значення Челябінськ — Кизилорда — Ташкент — Нижній Пяндж (E123). Маслозавод та виробництво залізобетонних виробів.
До 1966 року місто мало статус селища і називалось Державінське.